# Landschaftsschutzgebiet Bergheide auf der Vogeltaufe

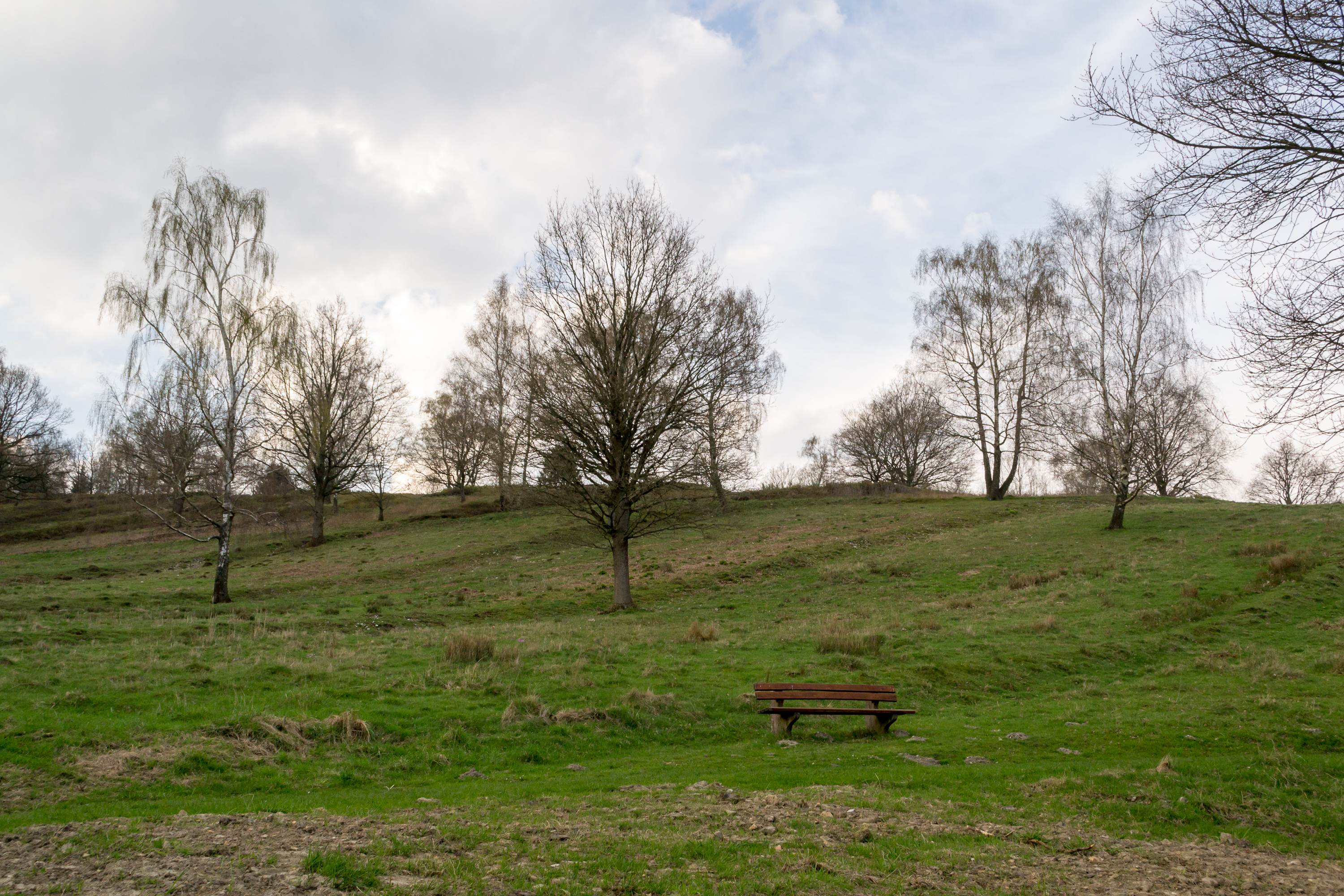
Landschaftsschutzgebiet Bergheide auf der Vogeltaufe

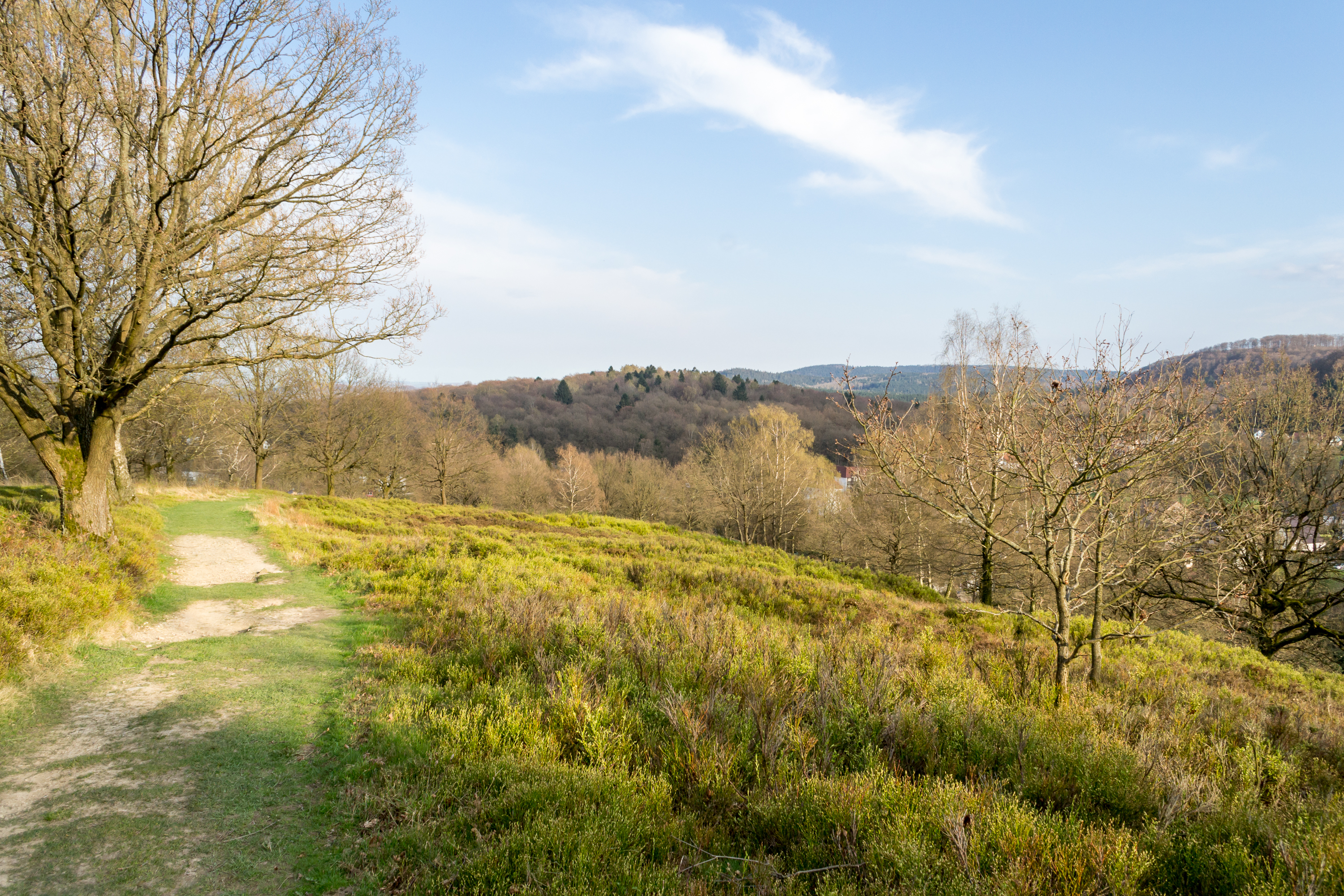
Heidebereich

Das Landschaftsschutzgebiet Bergheide auf der Vogeltaufe mit etwa 11,5 ha Flächengröße liegt im Stadtgebiet von Horn-Bad Meinberg. Es wurde 2005 mit dem Landschaftsplan  Nr. 10 Horn-Bad Meinberg/Schlangen durch den Kreistag des Kreises Lippe als Landschaftsschutzgebiet (LSG) ausgewiesen.

## Beschreibung
Das Landschaftsschutzgebiet grenzt nördlich- östlich und südlich an die Bebauung von Holzhausen-Externsteine. Das LSG umfasst eine ehemalige Heidefläche, die heute durch aufkommenden Gehölzbewuchs und Entwaldungsmaßnahmen parkartig strukturiert ist. Es sind nur noch kleinflächige Heiderelikte anzutreffen. Die Heide ist großflächig durch Gräser wie Drahtschmiele und zwergstrauchreiche Vorwaldstadien, in denen Birke und Stieleiche dominieren, bewachsen. Größere Flächen werden von ausgedehnten Adlerfarn-Beständen eingenommen.

## Schutzzwecke für das LSG
Laut Landschaftsplan erfolgte die Ausweisung des LSG
- „zur Erhaltung der Leistungsfähigkeit des Naturhaushaltes,“
- „zur Erhaltung und Wiederherstellung eines Waldbereiches mit unterschiedlichen Feuchtestufen,“
- „zur Erhaltung eines Waldkomplexes in der Zerfallphase, wegen der Eigenart und Schönheit des alten Hudewaldes,“
- „zur Sicherung der das Landschaftsbild prägenden Alt- und Totholzbestände.“[1]

## Rechtliche Vorschriften
Im Landschaftsschutzgebiet ist unter anderem das Errichten bzw. Anlegen von Bauten und Fischteichen verboten. Grün- und Brachland darf nicht in eine andere Nutzungsart umgewandelt oder umgebrochen werden. Es ist im LSG verboten, Hunde frei laufen zu lassen, ausgenommen ist die ordnungsgemäße Jagd und Hof- und Gartenbereiche. Obstbäume auf Obstwiesen und Einzelbäume dürfen nur gefällt werden, wenn dies einvernehmlich mit der Unteren Landschaftsbehörde abgestimmt wurde und entsprechende Ersatzbäume gepflanzt werden. Das LSG besteht aus vier Teilflächen.